# Daniel Tjärnqvist
Daniel Carl Tjärnqvist (Umeå, 14 ottobre 1976) è un ex hockeista su ghiaccio svedese.

## Palmarès

### Olimpiadi
- Oro a Torino 2006.

### Mondiali
- Argento a Finlandia 2003.
- Argento a Repubblica Ceca 2004.
- Bronzo a Germania 2001.
- Bronzo a Svezia 2002.